# Lista de membros correspondentes da Academia Brasileira de Ciências empossados em 2008
Esta lista contém os nomes dos membros correspondentes da Academia Brasileira de Ciências empossados em 2008. 
| Imagem | Nome                     | Datas de nascimento e falecimento            | Local de nascimento     | Área de especialização | Alma mater     | Data de posse          | Conhecido por | Referências |
| ------ | ------------------------ | -------------------------------------------- | ----------------------- | ---------------------- | -------------- | ---------------------- | --- | ----------- |
|        | Alain Sarasin            | 07 de dezembro de 1943                       | França                  | Ciências Biomédicas    |                | 19 de dezembro de 2008 | | [ 2 ]       |
|        | Charles Michael Newman   | 01 de março de 1946                          | Chicago, EUA            | Ciências Matemáticas   | MIT, EUA       | 06 de maio de 2008     | É membro da Academia Nacional de Ciências dos Estados Unidos (2004)                                                 | [ 3 ]       |
|        | Eduardo Enrique Castilla | 09 de outubro de 1933 31 de dezembro de 2017 | Buenos Aires, Argentina | Ciências da Saúde      | UBA, Argentina | 06 de maio de 2008     | | [ 4 ] [ 5 ] |
|        | William L. Klein         | 26 de dezembro de 1945                       | EUA                     | Ciências Biomédicas    | MIT, EUA       | 06 de maio de 2008     | Foi orientado por Paul Boyer (Nobel de Química, 1997) e Marshall Nirenberg (Nobel de Fisiologia ou Medicina, 1968). | [ 6 ]       |
|        | Yves Tardy               | 27 de janeiro de 1939                        | França                  | Ciências da Terra      |                | 06 de maio de 2008     | | [ 7 ]       |